# ایالت سائو
سائو (به چینی: 曹)؛ یک ایالت خراج‌گزار دودمان ژو در چین باستان بود. این ایالت حدود قرن یازدهم پیش از میلاد توسط سائو شو ژندو (曹叔振鐸؛ متوفی ۱۰۵۳ پ. م)، که پسر پادشاه ون ژو و برادر کوچکتر پادشاه وو ژو بود؛ تأسیس شد. مرکز ایالت سائو، تائوکیو (陶丘)، در حدود منطقه امروزی شهرستان دینگتائو، استان شاندونگ بود. این ناحیه در منطقه هموار دشت شمال چین واقع شده بود که در حدود ۵۰ مایلی شرق نقطه‌ای که در آن مسیر فعلی رودخانه زرد از شرق به شمال شرقی تغییر می کند. در شمال غربی آن، وی، در شمال شرقی لو و در جنوب شرقی سونگ قرار داشت.

## تاریخچه
در نتیجه ضعف نسبی سائو، نسل‌های بعدی سوابق کمی در مورد وقایع مربوط به تاریخ ایالت نوشتند. تنها رویداد مهم ثبت شده در سوابق مورخ بزرگ، در طول دودمان ژو باختری در سال ۸۲۶ پ. م، امیر یو سائو توسط برادر کوچکترش امیر دای سائو کشته شد.
در آغاز دودمان ژو خاوری، ایالت سائو دچار تحولات داخلی شد. در سال ۷۶۰ پ. م، حاکم مو سائو برادر بزرگترش امیر فی سائو را کشت و خود را به عنوان یازدهمین فرمانروا منصوب کرد. او اولین فرمانروای ایالت سائو بود که عنوان "حاکم" (公) را دریافت کرد.
در طول دوره بهار و پاییز، ایالت سائو در مبارزه برای فرادستی بین ایالات جین و چو درگیر شد. در سال ۶۳۷ پ. م، چونگ‌ار، پسر حاکم شیان جین، هنگام عبور از ایالت سائو با مشکلاتی مواجه شد و حاکم گونگ سائو با او رفتاری گستاخانه داشت.
اسالت سائو در حدود سال ۶۳۰ پ. م، دست‌نشانده یا متحد چو بود. وقتی چو به سونگ حمله کرد، جین یک حمله انحرافی به سائو انجام داد. پس از اینکه جین در نبرد چنگپو در سال ۶۳۲ پ. م، چو را شکست داد، جین ایالت سائو را در هم شکست، ایالت سونگ را نجات داد و حاکم گونگ سائو را به اسارت گرفت. پس از شکست ایالت چو، سائو از دستورهای همسایه نزدیک خود، ایالت جین پیروی کرد.
بعدها، ایالات سائو و سونگ نسبت دشمن یکدیگر شدند. حاکم جینگ سونگ در سال ۵۱۵ پ. م، حاکم دائو سائو را اسیر کرد و او را تا زمان مرگ در اسارت نگه داشت. پس از آن، بی‌نظمی در سائو رخ داد و جانشینان حاکم دائو، حاکم شنگ سائو و حاکم یین سائو یکی پس از دیگری کشته شدند. در نهایت حاکم فی سائو به حکومت رسید و با حمله به ایالت سونگ به ایالت جین خیانت کرد. در نتیجه، حاکم جینگ سونگ به سائو حمله کرد. هیچ نیرویی از ایالت جین برای نجات نیامد در نتیجه ایالت سائو در سال ۴۸۷ پ. م و پس از اسارت حاکم فی سائو از بین رفت.

## میراث
بعدها نوادگان مردم سائو نام ایالت سابق خود را برگزیدند. این یکی از ریشه های نام خانوادگی چینی سائو است.

## فرمانروایان
| نام فرمانروا    | نام فرمانروا  | نام شخصی | نام شخصی  | حکومت (پیش از میلاد) |
| فارسی           | چینی          | فارسی    | چینی      | حکومت (پیش از میلاد) |
| --------------- | ------------- | -------- | --------- | -------------------- |
| سائو شو ژنگدو   | 曹叔振鐸      | ژنگدو    | 振鐸/振铎 | ؟ - ۱۰۵۳             |
| امیر تای سائو   | 曹太伯        | پی       | 脾        | ۱۰۵۳ - ۱۰۰۲          |
| لرد ژونگ سائو   | 曹仲君        | پینگ     | 平        | ۱۰۰۲ - ۹۳۵           |
| امیر گونگ سائو  | 曹宮伯        | هو       | 侯        | ۹۳۵ - ۸۹۵            |
| امیر شیائو سائو | 曹孝伯        | یون      | 云        | ۸۹۵ - ۸۶۵            |
| امیر یی سائو    | 曹夷伯        | شی       | 喜        | ۸۶۴ - ۸۳۵            |
| امیر یو سائو    | 曹幽伯        | جیانگ    | 疆        | ۸۳۵ - ۸۲۶            |
| امیر دای سائو   | 曹戴伯        | سو       | 蘇/苏     | ۸۲۶ - ۷۹۶            |
| امیر هوی سائو   | 曹惠伯        | سی       | 兕        | ۷۹۴ - ۷۶۰            |
| امیر فی سائو    | 曹廢伯        | شیفو     | 石甫      | ۷۶۰                  |
| حاکم مو سائو    | 曹穆公        | وو       | 武        | ۷۵۹ - ۷۵۷            |
| حاکم هوآن سائو  | 曹桓公        | ژونگ‌شنگ  | 終生/终生 | ۷۵۶ - ۷۰۲            |
| حاکم ژوآنگ سائو | 曹莊公/曹庄公 | شگو      | 射姑      | ۷۰۱ - ۶۷۱            |
| حاکم لی سائو    | 曹釐公/曹厘公 | یی       | 夷        | ۶۷۰ - ۶۶۲            |
| حاکم ژائو سائو  | 曹昭公        | بان      | 班        | ۶۶۱ - ۶۵۳            |
| حاکم گونگ سائو  | 曹共公        | شیانگ    | 襄        | ۶۵۲ - ۶۱۸            |
| حاکم ون سائو    | 曹文公        | شو       | 壽/寿     | ۶۱۷ - ۵۹۵            |
| حاکم شوآن سائو  | 曹宣公        | چیانگ    | 彊        | ۵۹۴ - ۵۷۸            |
| حاکم چنگ سائو   | 曹成公        | فوچو     | 負芻/负刍 | ۵۷۷ - ۵۵۵            |
| حاکم وو سائو    | 曹武公        | شنگ      | 勝/胜     | ۵۵۴ - ۵۲۸            |
| حاکم پینگ سائو  | 曹平公        | خو       | 須/须     | ۵۲۷ - ۵۲۴            |
| حاکم دائو سائو  | 曹悼公        | وو       | 午        | ۵۲۳ - ۵۱۵            |
| حاکم شنگ سائو   | 曹聲公/曹声公 | یه       | 野        | ۵۱۴ - ۵۱۰            |
| حاکم یین سائو   | 曹隱公/曹隐公 | تونگ     | 通        | ۵۰۹ - ۵۰۶            |
| حاکم جبنگ سائو  | 曹靖公        | لو       | 露        | ۵۰۵ - ۵۰۲            |
| سائو بویانگ     | 曹伯陽        | بویانگ   | 伯陽/伯阳 | ۵۰۱ - ۴۸۷            |